# Polski Związek Tenisowy
Polski Związek Tenisowy (PZT) – stowarzyszenie sportowe, organizacja przewodząca rozgrywkom tenisowym w Polsce.

## Historia
Założony 27 sierpnia 1921 w Poznaniu pod nazwą Polski Związek Lawn Tenisowy (PZLT). Pierwszym prezesem wybrano Zdzisława Szulca z Warty Poznań. W tym samym roku odbyły się premierowe mistrzostwa Polski. Pierwszym oficjalnym startem międzynarodowym był udział polskiej reprezentacji w Pucharze Davisa w 1925 r. Pierwsze drużynowe mistrzostwa Polski rozegrano w 1927 r., natomiast międzynarodowe mistrzostwa Polski odbyły się po raz pierwszy w 1931 r. W sierpniu 1945 r. reaktywowano Polski Związek Tenisowy (z nazwy usunięto słowo „Lawn”), a we wrześniu 1945 r. odbyły się 19. narodowe mistrzostwa Polski. W latach 1945–1947 siedziba związku znajdowała się w Krakowie. Reaktywowany związek zgłosił swoje członkostwo w ILTF i udział w rozgrywkach Pucharu Davisa, o który już w 1947 r. rozegrano pierwsze spotkanie. W 1950 r. po raz pierwszy zorganizowano halowe mistrzostwa Polski. W latach 1950–1956 zawieszono działalność PZT, a jego agendy przejęła Sekcja Tenisowa Głównego Komitetu Kultury Fizycznej. W marcu 1957 r. ponownie reaktywowano Polski Związek Tenisowy.
W 2012 r. PZT zrzeszał 16 związków okręgowych i 310 klubów, a licencje tenisowe wykupiło 1834 zawodników.

## Prezesi
Pierwszym prezesem PZT został w 1921 r. Zdzisław Szulc. Do 1959 r. kadencje prezesów trwały jeden rok, następnie do 1973 r. – dwa lata, a począwszy od tego roku kadencje obejmują okres czteroletni. W latach 1951–1956 wszystkie związki sportowe zostały zlikwidowane, a ich miejsce zajęły odpowiednie komisje przy Głównym Komitecie Kultury Fizycznej. 20 maja 2017 na walnym sprawozdawczo-wyborczym zgromadzeniu delegatów Polskiego Związku Tenisowego jednogłośnie wybrano prezesa Mirosława Skrzypczyńskiego. 24 listopada 2022, w związku z rezygnacją Skrzypczyńskiego ze stanowiska, prezesem został wybrany Dariusz Łukaszewski.
| Okres                               | Imię i nazwisko        |
| ----------------------------------- | ---------------------- |
| 27 sierpnia 1921 – 1924             | Zdzisław Szulc         |
| 1925                                | Jan Kowalewski         |
| 1926–1929                           | Edward Miller          |
| 1930–1931                           | Ignacy Matuszewski     |
| 1932–1933                           | Marian Szumlakowski    |
| 1934–1936                           | Jerzy Gąsiorowski      |
| 1937–1939                           | Edward Miller          |
| 11 sierpnia 1945 – 9 lutego 1947    | Aleksander Olchowicz   |
| 9 lutego 1947 – 8 lutego 1948       | Bronisław Waydowski    |
| 8 lutego 1948 – 11 lutego 1951      | Piotr Jaroszewicz      |
| 23 marca 1957 – 24 stycznia 1959    | Andrzej Majewski       |
| 24 stycznia 1959 – 29 stycznia 1961 | Jerzy Olszowski        |
| 29 stycznia 1961 – 11 grudnia 1964  | Andrzej Majewski       |
| 11 grudnia 1964 – 23 marca 1971     | Marek Jaroszewski      |
| 21 marca 1971 – 1973                | Andrzej Targowski      |
| 1973 – 21 października 1973         | Jerzy Olszowski        |
| 21 października 1973 – 1976         | Mieczysław Borowy      |
| 1976 – 11 stycznia 1981             | Andrzej Jucewicz       |
| 11 stycznia 1981 – 3 grudnia 1988   | Roman Garbaczewski     |
| 3 grudnia 1988 – kwiecień 1991      | Kazimierz Doktór       |
| kwiecień 1991 – 14 lutego 1995      | Wojciech Fibak         |
| 14 lutego 1995 – 23 marca 1997      | Ryszard Fijałkowski    |
| 23 marca 1997 – 24 marca 2001       | Jacek Durski           |
| 24 marca 2001 – 14 marca 2003       | Lew Rywin              |
| 14 marca 2003 – 16 września 2003    | Waldemar Białaszczyk   |
| 16 września 2003 – 5 marca 2009     | Waldemar Dubaniowski   |
| 2 kwietnia 2009 – 5 czerwca 2009    | Jacek Muzolf           |
| 5 czerwca 2009 – 18 listopada 2011  | Jacek Kseń             |
| 18 listopada 2011 – 25 maja 2013    | Jacek Muzolf           |
| 25 maja 2013 – 22 września 2014     | Krzysztof Suski        |
| 22 września 2014 – 20 maja 2017     | Jacek Muzolf           |
| 20 maja 2017 – 24 listopada 2022    | Mirosław Skrzypczyński |
| od 24 listopada 2022                | Dariusz Łukaszewski    |

## Sponsoring
W lutym 2019 r., przed turniejem Fed Cup w Zielonej Górze, Polski Związek Tenisa ogłosił, że sponsorem strategicznym PZT została Grupa Lotos, natomiast oficjalnym partnerem Zakłady Bukmacherskie Forbet. W myśl tych umów, wspomniane podmioty wspierają męską oraz żeńską reprezentację Polski.